# عصام حمد سالم
عصام حمد سالم وهو لاعب كرة قدم سابق ومدرب عراقي. يدرب حالياً نادي أمانة بغداد.
كان مركزه لاعب وسط، ولعب مع نادي التعاون القطري (الخور حالياً)، ونادي الكرخ والزوراء.

## روابط خارجية
- عصام حمد سالم على موقع قاعدة بيانات كرة القدم.إي يو (الإنجليزية)
- عصام حمد سالم على موقع ناشيونال فوتبول تيمز (الإنجليزية)
- عصام حمد سالم على موقع GSA (الإنجليزية)